# Gračanica (Kosovo)
Pour les articles homonymes, voir Gračanica.
Gračanica en serbe latin et Graçanicë en albanais (en serbe cyrillique Грачаница ; autre nom albanais : Graçanica) est une localité et une commune/municipalité située au centre du Kosovo dans le district de Pristina (selon le Kosovo) ou dans le district de Kosovo (selon la Serbie). Selon le recensement kosovar de 2011, la commune/municipalité compte  10 675 habitants et la ville intra muros 2 686.
Gračanica/Graçanicë constitue une enclave serbe située à proximité de Pristina et centrée autour du monastère orthodoxe serbe de Gračanica. La commune/municipalité a été créée en 2009 et n'est pas reconnue par la Serbie[réf. nécessaire].

## Histoire
La commune/municipalité de Gračanica/Graçanicë a été formée en 2009 par le gouvernement du Kosovo à partir de localités situées sur le territoire des communes/municipalités de Lipjan/Lipljan, Fushë Kosovë/Kosovo Polje et Pristina. Bien que cette nouvelle commune/municipalité soit habitée par une majorité de Serbes, le gouvernement de la Serbie ne l'a pas reconnue.

## Localités
Selon le découpage administratif du Kosovo, la commune/municipalité de Gračanica/Graçanicë compte les localités suivantes :
| - Badoc/Badovac - Batuse/Batushë - Çagllavicë/Čaglavica (en partie) - Dobrotin/Dobratin - Gračanica/Graçanicë - Donja Gušterica/Gushtericë e Ulët - Gornja Gušterica/Gushtericë e Epërme - Kishnicë/(Gračanica) - Laplje Selo/Llapllasellë | - Lepina/Lepi - Livađe/Livagjë - Preoce/Preoc - Skulanevo/Skullan - Shushicë/Sušica - Suvi Do/Suhodoll - Radevo/Radevë - Uglar/Ugljare |

En 2011, le village de Kishnicë, qui jusqu'alors était rattaché à la localité de Gračanica/Graçanicë, a été recensé comme une localité à part entière ; il comptait 700 habitants, dont 666 Albanais, 31 Serbes et 1 Bosniaque,.

## Démographie

### Évolution historique de la population dans la localité
| 1948  | 1953  | 1961  | 1971  | 1981  | 1991  | 2011  |
| ----- | ----- | ----- | ----- | ----- | ----- | ----- |
| 1 087 | 1 240 | 1 891 | 3 478 | 4 537 | 4 739 | 2 686 |

|  |

### Répartition de la population par nationalités (2011)
En 2011, les Serbes représentaient 77,81 % de la population et les Roms 16,05 %.

### Commune/Municipalité

#### Évolution historique de la population
| 1948  | 1953   | 1961   | 1971   | 1981   | 1991   | 2011   |
| ----- | ------ | ------ | ------ | ------ | ------ | ------ |
| 9 480 | 10 545 | 12 292 | 13 193 | 15 164 | 16 381 | 10 675 |

|  |

#### Répartition de la population par nationalités (2011)
En 2011, les Serbes représentaient 67,53 % de la population, les Albanais 23,18 % et les Roms 6,98 %. L'OSCE, s'appuyant sur des chiffres communiqués par la mairie, fait état de la présence de 21 534 Serbes vivant sur le territoire municipal.

## Politique
Les premières élections municipales se sont tenues le 15 novembre 2009. Le gouvernement de la Serbie avait demandé aux Serbes de ne pas y participer. Cette position était d'autant plus ferme que, en 2008, Belgrade avait tenté d'organiser des élections locales au Kosovo, en même temps que les élections législatives, les élections locales et les élections provinciales en Voïvodine. Ces élections avaient été boycottées par les Albanais et, à Gračanica/Graçanicë, Radovan Ničić avait élu maire de la ville. En 2009, environ 23 % d'électeurs se déplacèrent pour voter.
À la suite de ces élections, les 19 sièges de l'assemblée municipale de Gračanica/Graçanicë se répartissaient de la manière suivantes :
| Parti                                                      | Sièges |
| ---------------------------------------------------------- | ------ |
| Parti libéral indépendant (SLS)                            | 12     |
| Initiative citoyenne de Vidovdan                           | 2      |
| Mouvement serbe de la résistance (SPOT)                    | 2      |
| Ligue démocratique de Dardanie (LDD)                       | 1      |
| Parti démocratique serbe du Kosovo et de Métochie (SDSKIM) | 1      |
| Parti serbe du Kosovo et de Métochie (SKMS)                | 1      |

Bojаn Stojаnović, membre du SLS, a été élu maire de la commune/municipalité de Gračanica/Graçanicë.

## Tourisme

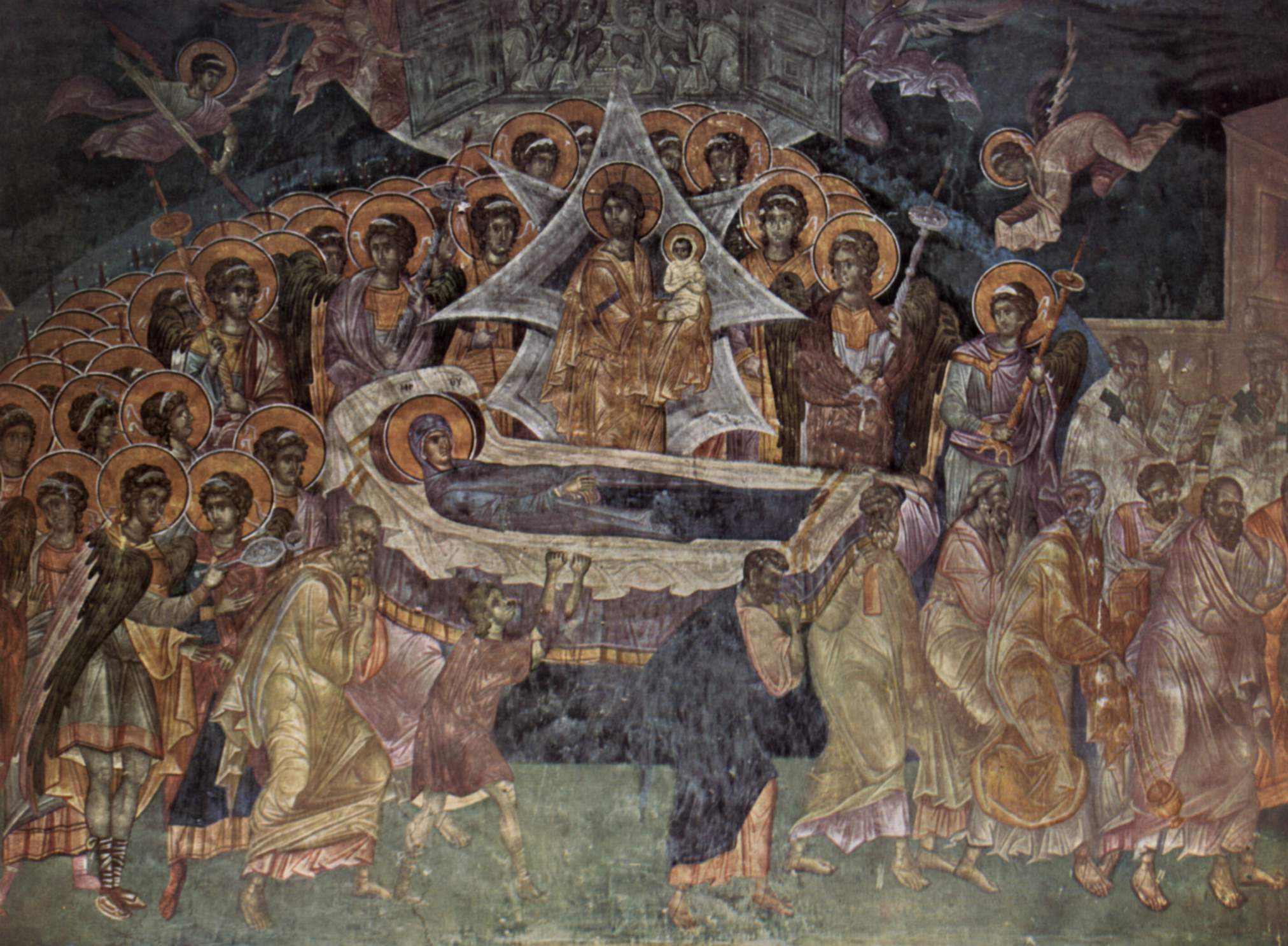
L'Assomption de la Vierge Marie, fresque du monastère de Gračanica

Le monastère orthodoxe serbe de Gračanica, situé sur le territoire de la commune/municipalité, a été fondé par le roi serbe Stefan Milutin en 1321 ; le 13 juillet 2006, il a été inscrit sur la liste du patrimoine mondial de l’UNESCO ; il figure également sur la liste des monuments culturels d'importance exceptionnelle de la république de Serbie. Le site romain d'Ulpiana, qui remonte aux années 98-118 et au règne de l'empereur Trajan, est également situé sur le territoire de la commune/municipalité ; il figure sur la liste des monuments culturels d'importance exceptionnelle et sur la liste des sites archéologiques d'importance exceptionnelle de Serbie.
Autres sites

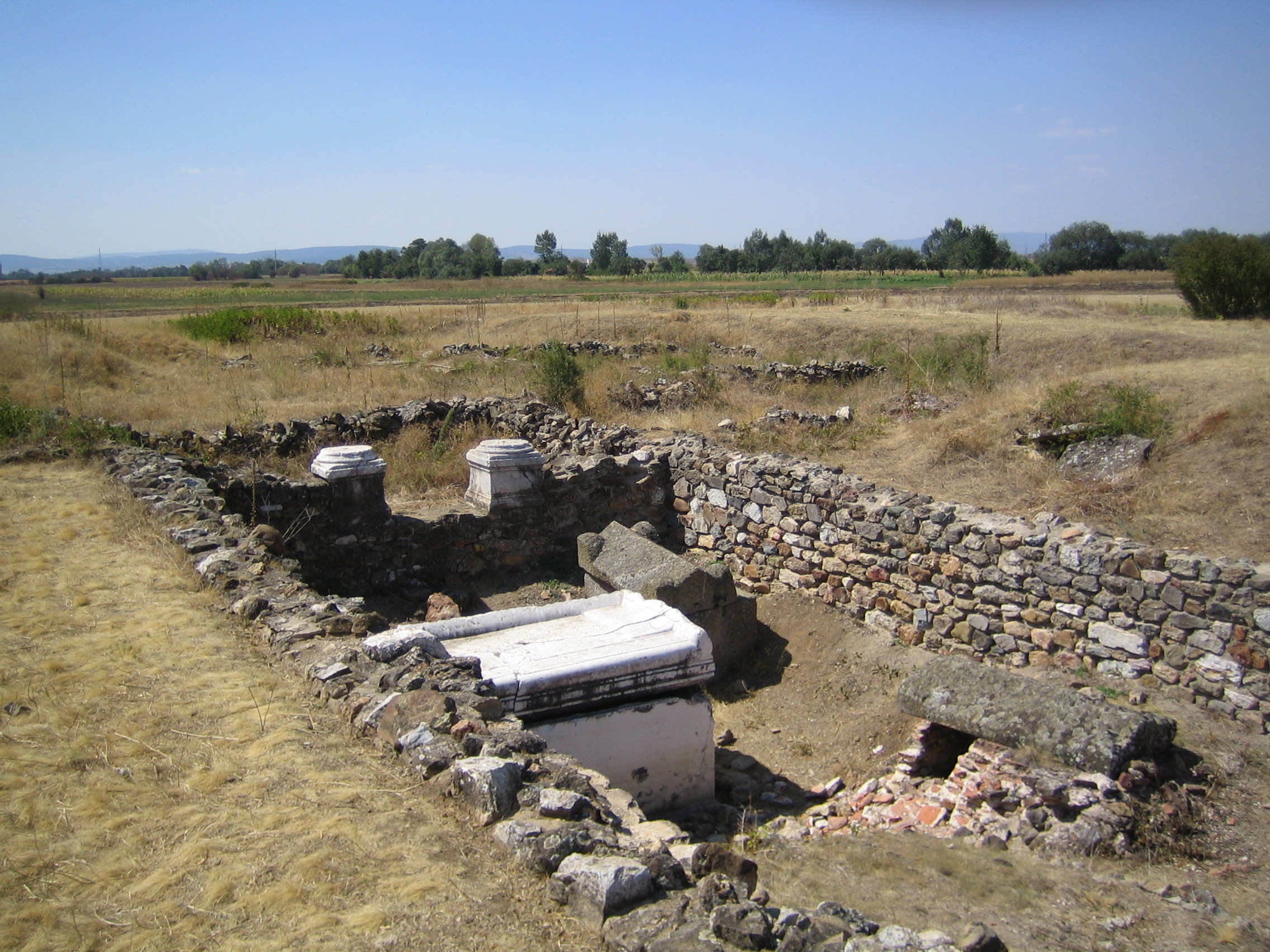
Le site d'Ulpiana

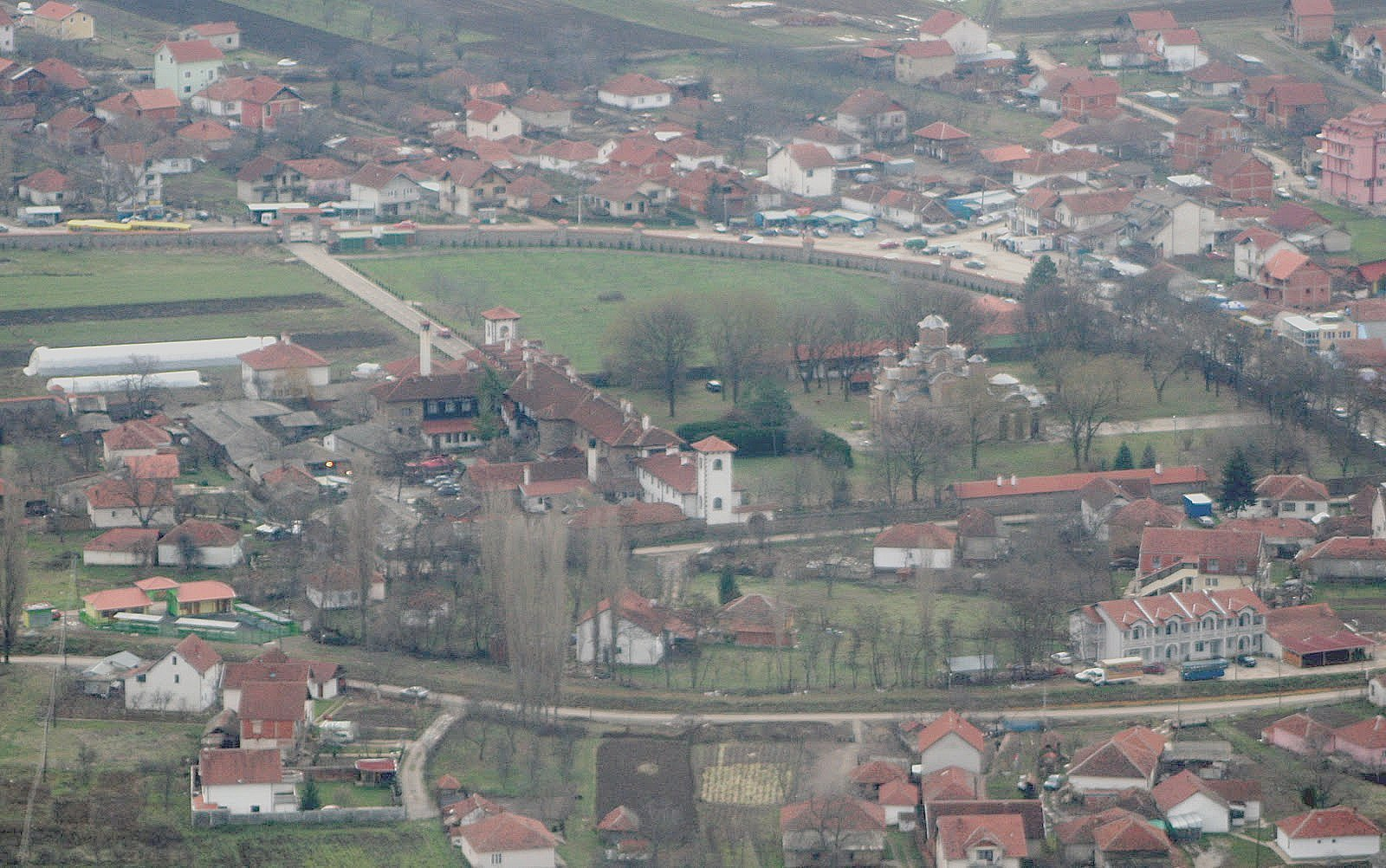
Vue aérienne du monastère de Gračanica-Graçanicë

- le site archéologique de Glladnica (Néolithique)[7]
- une nécropole à Graçanicë/Gračanica (Préhistoire)[7]